# بیگانه‌گرگ
بیگانه‌گرگ (نام علمی: Xenocyon) نام یک سرده از خانواده سگ‌سانان است.